# Saint-Symphorien (Belgique)
Pour les articles homonymes, voir Saint-Symphorien.
Saint-Symphorien est une section de la ville belge de Mons, située en Région wallonne dans la province de Hainaut.

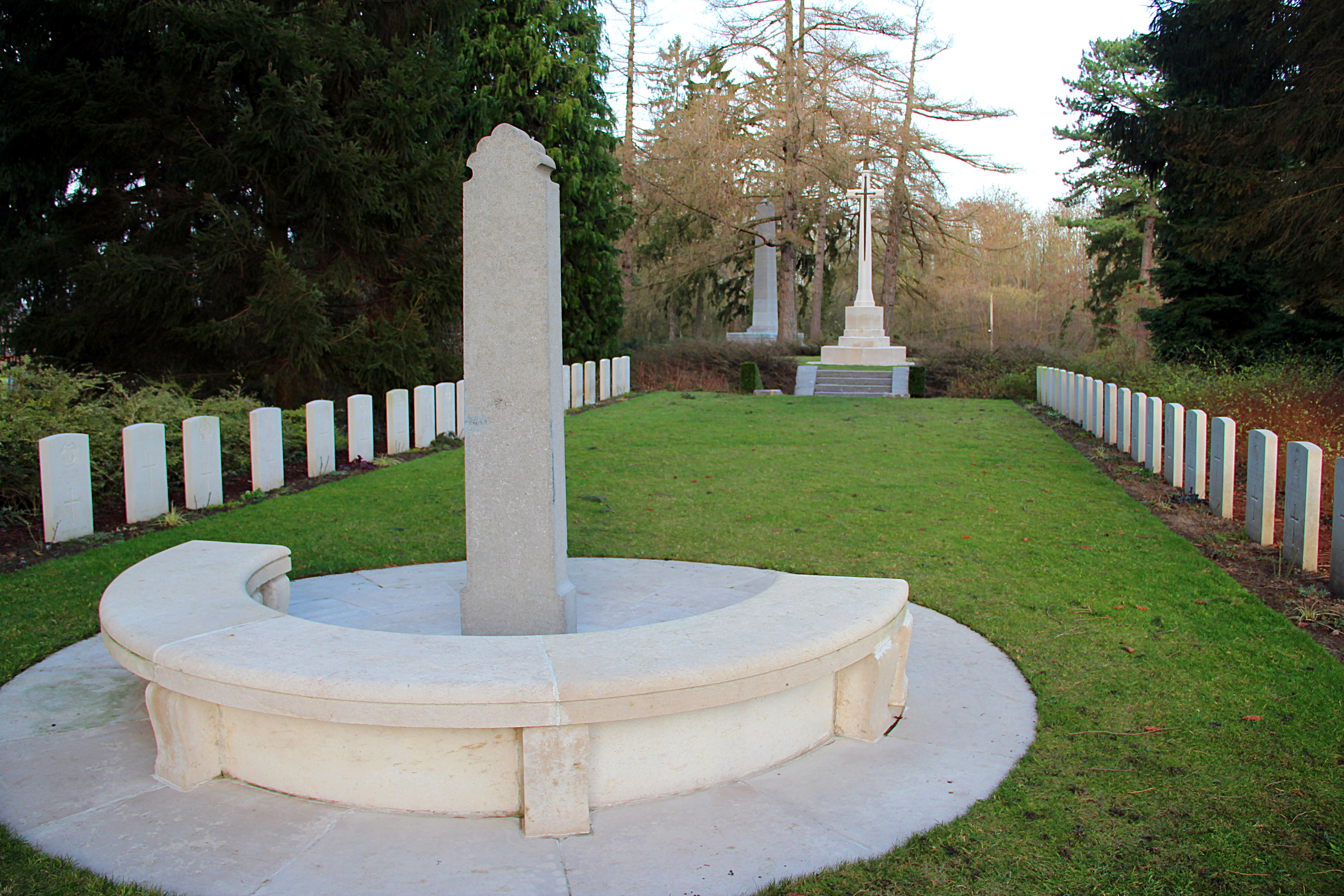
Le cimetière militaire et le mémorial britannique de la Première Guerre mondiale.

C'était une commune à part entière avant la fusion des communes de 1977.

## Étymologie
Le nom de Saint-Symphorien (latin : Sanctus Forianus) est le nom d’un saint, Symphorien d'Autun, qui fut martyrisé à Autun (France) au IIe siècle.
Le nom du village évolua au cours des siècles. Le 11 mai 1410, le village reçut une charte-loi. C'est à partir du XVe siècle que l'orthographe de son patronyme subit plusieurs modifications. L'initial Simphorianus fit d'abord place à Sanctus Forianus, puis devint Sainte Siphorien, Saint-Sinphoprien, Saint-Syphorien, Saint-Simphorian, Saint-Simphorien et en dernier lieu Saint-Symphorien. Notons qu'une trentaine de villages français possèdent le même patronyme. Aucun autre en Belgique. Il convient toutefois de mentionner que le village de Saint-Séverin, près de Huy, dont la fondation remonte au XIe siècle autour d'une abbaye dépendant de l'ordre français de Cluny, s'appelait à l'origine Saint-Symphorien mais perdit ce nom au cours de l'histoire à la suite d'une erreur semble-t-il.

## Évolution démographique
- Sources : INS, Rem. : 1831 jusqu'en 1970 = recensements, 1976 = nombre d'habitants au 31 décembre.

## Histoire
Des objets néolithiques et des substructures romaines attestent l'occupation ancienne du sol mais l'exploration historique ne nous permet de ne remonter avec certitude qu'au XIIe siècle. À cette époque, l'autel et quelques terres appartenaient aux Hospitaliers.
Une « carte héraldique » de 1572 dont l'original se trouve aux Archives de l'État à Mons cite les armes suivantes pour Saint-Symphorien : Ecartelé d'argent et de gueules. 
Le village a toujours eu une vocation agricole. Au XIXe siècle, le « chicon de Saint-Symphorien » était une spécialité de renom qui s'exportait jusqu'aux halles de Paris à telle enseigne que vers 1900, 1910 près de 60 000 kilos de chicons provenant du village étaient mis en vente annuellement. Il existait aussi une distillerie, une tuilerie, une fabrique de pipes, un moulin à vent, une fabrique de cartes à jouer et une blanchisserie de toile. Mais ce sont les onze exploitations de craies phosphatées qui apportèrent la prospérité au village à la fin du XIXe siècle. Celles-ci disparurent après la Seconde Guerre mondiale.
Les limites du village avec Mons ont été modifiées par la loi du 14 décembre 1896. Saint-Symphorien est aujourd'hui l'un des villages authentiques que compte encore la périphérie montoise.

### Les Hospitaliers
En l'an 1177, l'évêque de Cambrai lui avait accordé les deux églises de Spiennes et de Vellereille-le-Sec ainsi que celle de Saint-Symphorien avec appendances et dépendances. L'ensemble formait ainsi une seigneurie (commanderie) sur laquelle le commandeur de l'ordre de Saint-Jean de Jérusalem avait droit de pleine justice. Il disposait de la chapelle, nomma un bailli, un maïeur, deux échevins et érigea un pilori sur la place publique. 
Dès 1286, la seigneurie de l'Hôpital de Saint-Symphorien était siège d'une commanderie de l'ordre de Saint-Jean de Jérusalem, mais le village en comportait d'autres dont les plus puissantes étaient la Seigneurie de Sassinies, propriété des Dames d'Epinlieu ainsi qu'une seigneurie laïque. Cette dernière était fief de la seigneurie d'Havré. Cette seigneurie principale passa au XVIe siècle à la famille de Crohin, dont Philippe de Crohin était échevin de Mons. Après 1656, la seigneurie d'Havré passe à Jean de Boussy, ensuite au prince de Rache, aux de Bernard, seigneurs d'Esquelmes qui la vendirent en 1708 à Jérôme-Alais Robert, écuyer et seigneur de Choisis. La famille Robert fut anoblie en septembre 1747 par Louis XV, roi de France, sous le titre de baron de Saint-Symphorien. Cette noblesse locale dura jusqu'en 1876 date à laquelle Bouillart de Saint-Symphorien quitta le village pour sa terre de Baudour.

## Patrimoine et culture

### Culture

#### La Procession

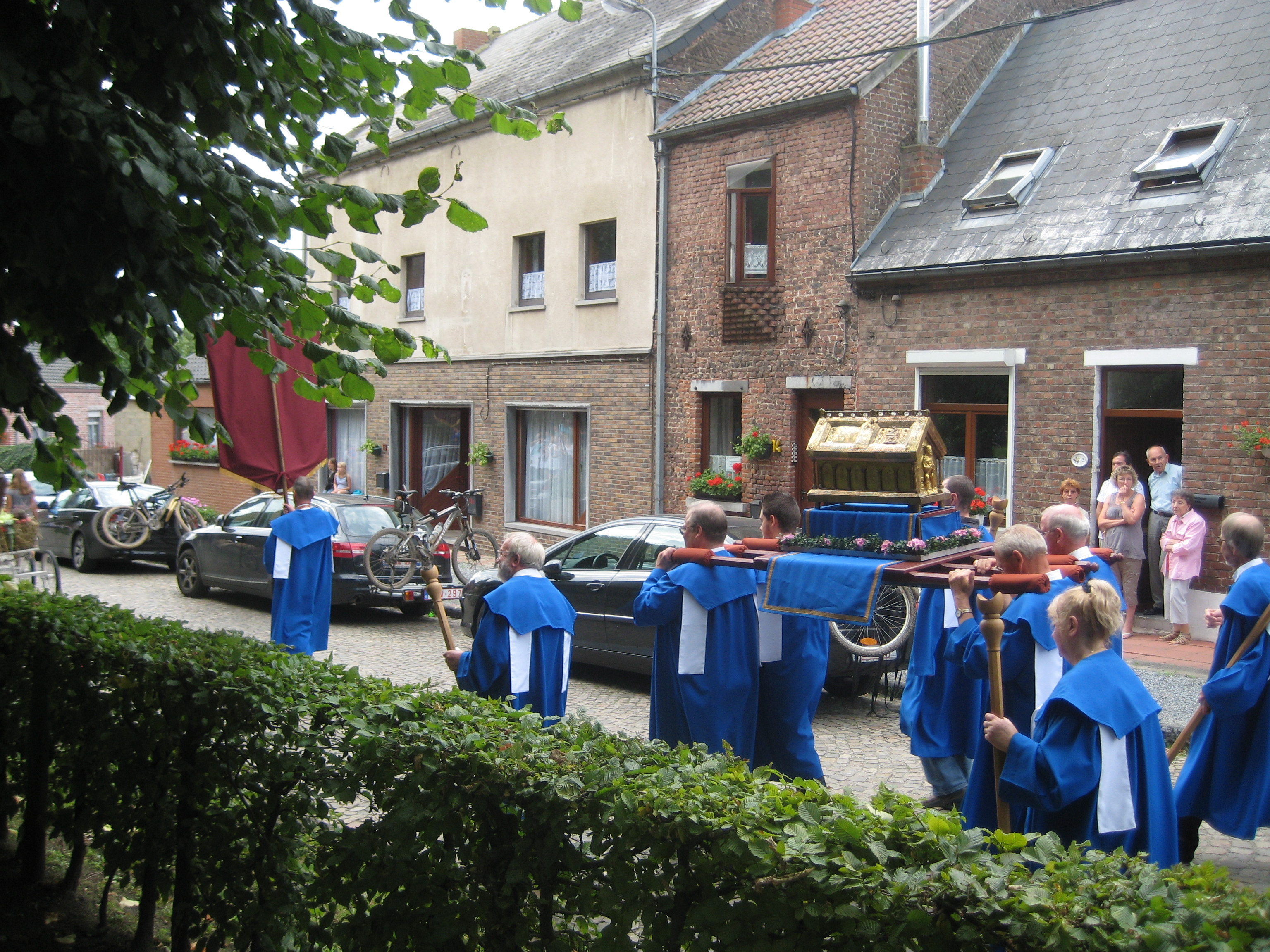
La procession de Saint-Symphorien, août 2010.

La Confrérie Saint-Symphorien perpétue depuis de nombreuses années une procession qui fait le tour du village, comme le veut la tradition. En partant de l'église, le cortège se dirige vers Mons par les ruelles pour rejoindre la grand-route (chaussée Roi Baudouin) et continuer jusqu'à revenir à l'église par l'autre côté de la place. Certains arrêts sont marqués pour prier les reliques de saint Symphorien et le chapelet.
La Confrérie a un nouveau costume depuis la Ducasse de Mons 2007, car elle y participe aussi, aux couleurs de Saint-Symphorien, à savoir argent et azur. Cela tranche avec les anciennes toges rouges liserées de doré.
Cette manifestation religieuse se déroule le quatrième week-end d'août, le dimanche matin. C'est le week-end de la fête de village où forains sont présents ainsi que de l'animation sur une scène couverte. C'est la sortie annuelle des Gilles de Saint-Symphorien.

#### La Royale Philharmonie de Saint-Symphorien
Fondée en 1853, la Royale Philharmonie de Saint-Symphorien (RPSS) est une institution qui fait la fierté du village. Renommée dans la région comme à l'étranger (France, Luxembourg…), elle dispense des prestations variées au programme étendu (classique, variétés, contemporain…) avec en moyenne 95 musiciens au pupitre, tous amateurs et bénévoles.

## Galerie

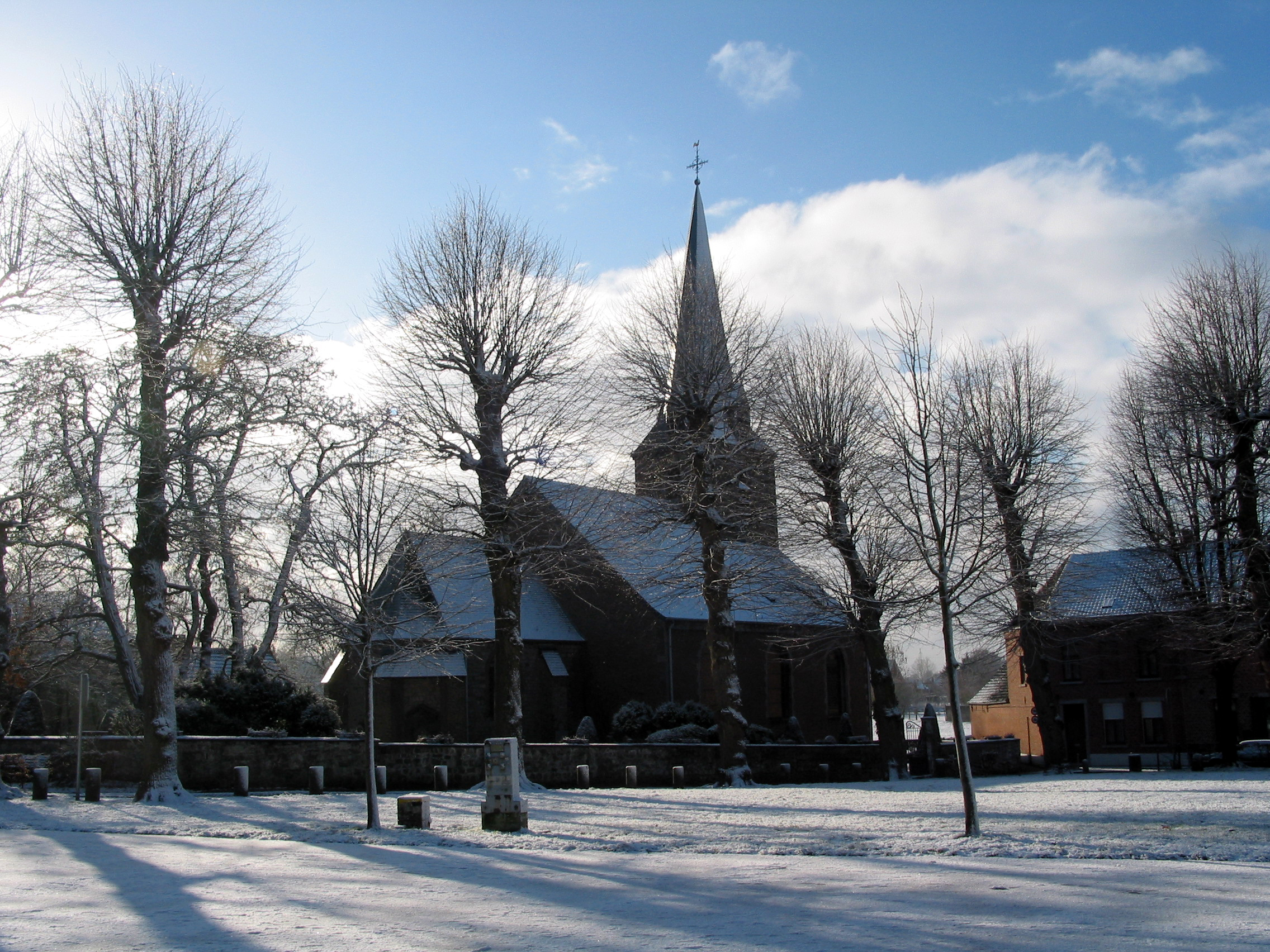
Saint-Symphorien, l'église.
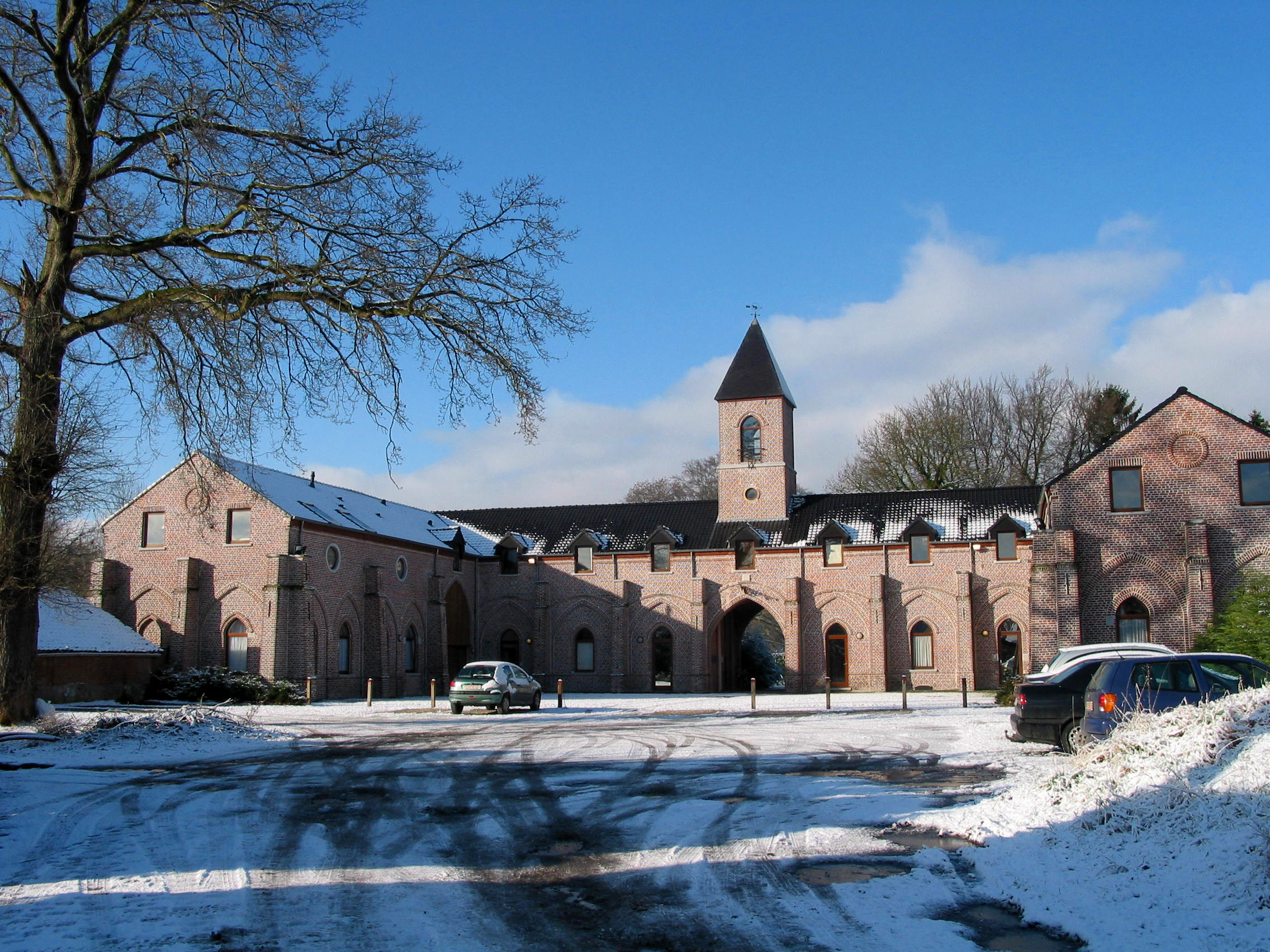
Les annexes de la distillerie (1854).
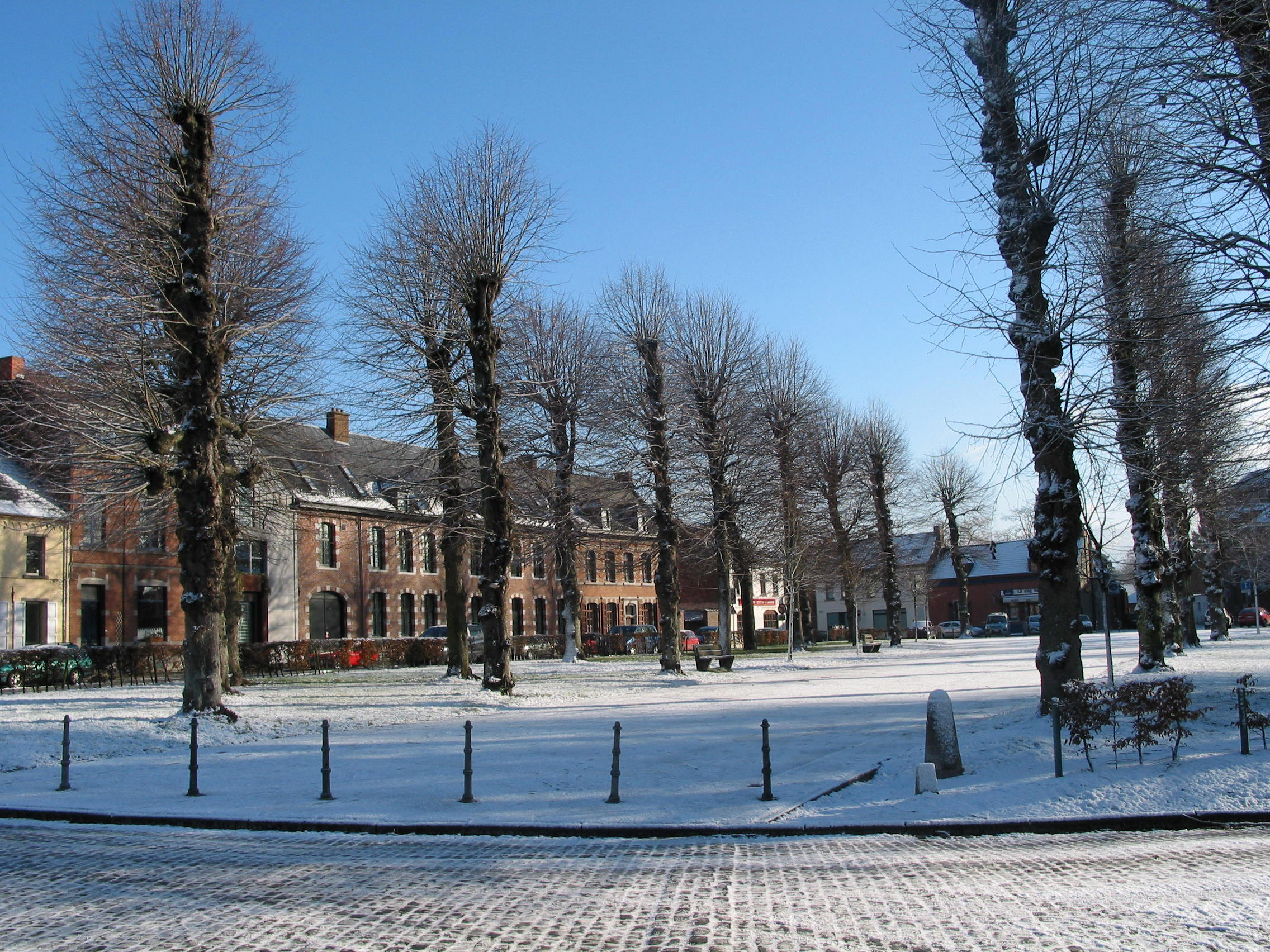
Saint-Symphorien, la place du village.
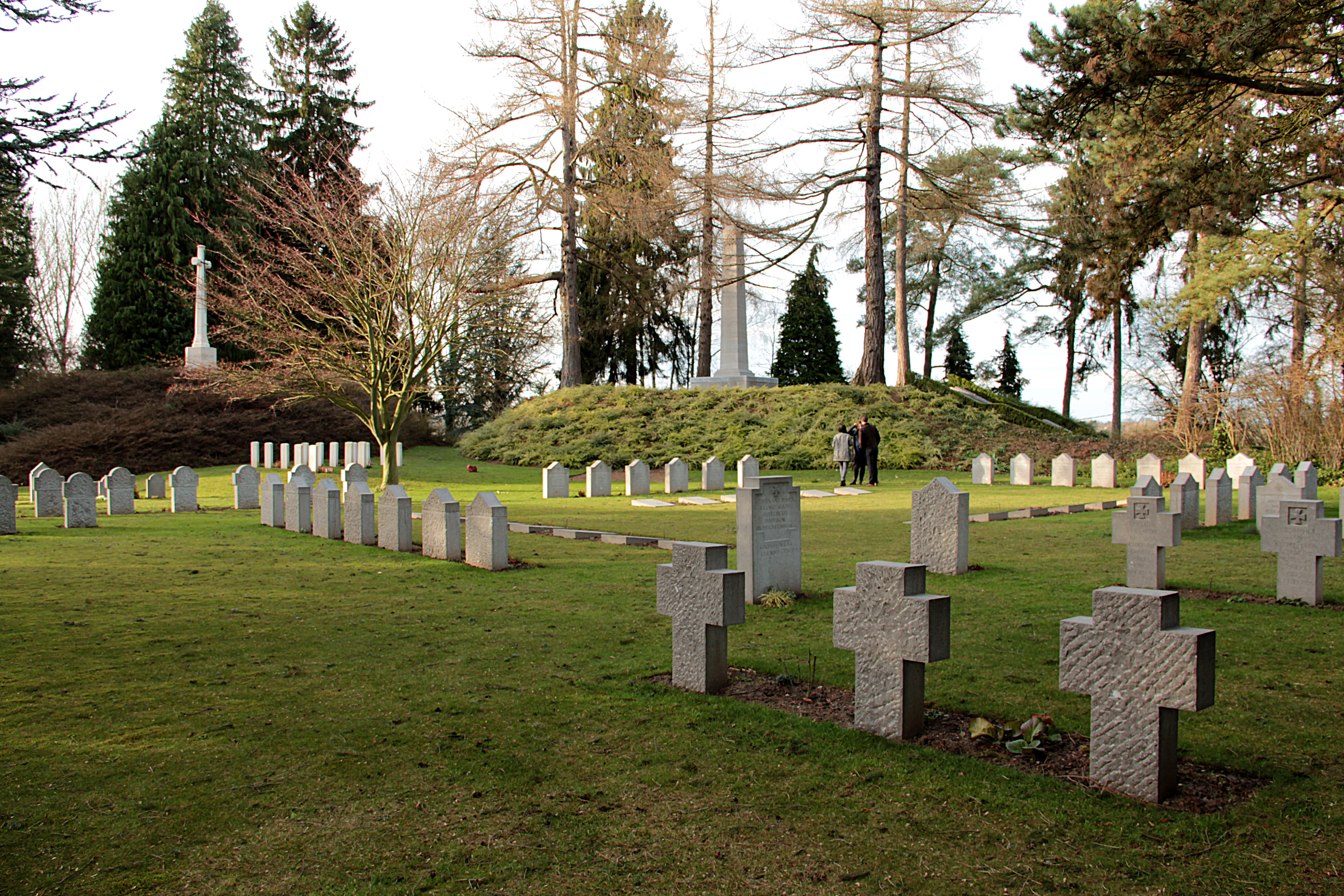
Cimetière militaire germano-britannique.